# Miss Beautiful
Miss Beautiful (Originaltitel Miss) ist eine Filmkomödie von Ruben Alvès, die im Oktober 2020 in die französischen Kinos kam. Im Film hat Alex schon seit seiner frühesten Kindheit davon geträumt, Miss France zu werden. Nun, als Erwachsener gespielt von Alexandre Wetter, ist Alex 24 Jahre alt und will seinen Traum wahr werden lassen.

## Handlung
Bereits im Alter von neun Jahren begann Alex zwischen den Geschlechtern zu changieren. Er träumte davon, eines Tages zur Miss France gewählt zu werden.
15 Jahre später sind nicht nur Alex Eltern gestorben, auch sein Selbstbewusstsein ist verschwunden. Er führt ein eintöniges Leben, bis er  sich eines Tages an seinen vergessenen Traum erinnert. So beschließt Alex, an der Wahl zur Miss France teilzunehmen. Hierfür muss er verschweigen, dass er eigentlich ein Mann ist. Seine selbstgewählte Familie unterstützt ihn tatkräftig bei seinem verrückten Plan.

## Produktion

Regie führte Ruben Alvès. Neben ihm ein Plakat mit Alexandre Wetter als Alexandra

Regie führte Ruben Alvès, von dem auch die Idee für die Geschichte stammt. Das Drehbuch schrieb er gemeinsam mit Elodie Namer. „Dieser Film ist für alle Menschen gedacht, die sich am Rande der Gesellschaft fühlen, für alle Unkonventionellen, für alle, die wir sehen, auf die wir mit dem Finger zeigen, einfach weil sie nicht dem Standard entsprechen wollen“, so Alvès. Dies seien dann auch die
Menschen, die er liebe, so der Regisseur weiter, weil diese einer Gesellschaft Erleichterung verschafften.
In der Hauptrolle des erwachsenen Alex ist der für sein androgynes Äußere bekannte Alexandre Wetter zu sehen. Als 9-Jähriger wird er von Evan Esquerra gespielt. Über sich und seine Rolle im Film sagte Wetter, er habe eigentlich immer geträumt, Indiana Jones zu sein, und im normalen Leben kleide er sich nicht als Frau: „Ich wollte auch nie eine Frau sein. Ich möchte nur den weiblichen Anteil in mir verstehen und erforschen, den wir alle haben.“
In weiteren Rollen sind Pascale Arbillot als Amanda und Isabelle Nanty als Yolande zu sehen, in einem Cameo-Auftritt Amanda Lear.
Die Premiere erfolgte am 18. Januar 2020 beim L’Alpe d’Huez Film Festival. Ein Kinostart in Frankreich war ursprünglich im März 2020 geplant. Dieser wurde jedoch aufgrund der Coronavirus-Pandemie verschoben. Letztlich kam der Film am 21. Oktober 2020 in die französischen Kinos.

## Auszeichnungen
César 2021
- Nominierung als Bester Nachwuchsdarsteller (Alexandre Wetter)

Prix Lumières 2021
- Nominierung als Bester Nachwuchsdarsteller (Alexandre Wetter)[5]